# Münchenbernsdorf
Münchenbernsdorf è una città tedesca di 2 962 abitanti, situata nel Land della Turingia.
Appartiene al circondario di Greiz ed è parte della comunità amministrativa di Münchenbernsdorf.